# كتاب التمييز
كتاب التمييز هو كتاب للإمام مسلم يعتبر من الأعمال المهمة في علم أصول الحديث يقددم شرحًا وافيًا لكتاب التمييز، موضحًا الأحاديث التي وقع فيها الخطأ وكيفية اكتشاف هذا الخطأ.ينقسم الكتاب إلى ثلاثة أقسام، حيث يتناول القسم الأول المقدمة التي قدم بها الإمام مسلم للكتاب والقسم الثاني يتحدث عن الإتقان والضبط والحفظ والقسم الثالث يذكر أمثلة على الأحاديث التي وقع فيها الخطأ.

## تأليف
أُلف الكتاب من الإمام أبو الحسين مسلم بن الحجاج بن مسلم بن وَرْدٍ بن كوشاذ القشيري الكعبي النيسابوري (206 هـ - 25 رجب 261 هـ) / (822م - 6 يوليو 875م)، هو من أهم علماء الحديث النبوي عند أهل السنة والجماعة. وهو مصنف كتاب صحيح مسلم الذي يعتبر ثاني أصح كتب الحديث بعد صحيح البخاري.(1) وهو أحد كبار الحفّاظ.(2) ولد في نيسابور، طلب الحديث صغيرًا، وكان أول سماع له سنة 218 هـ، وعمره آنذاك اثنتا عشرة سنة.

## أهمية الكتاب
يُعد الكتاب مصدرًا مهمًا للمتخصصين في علم الحديث وللراغبين في فهم منهج الإمام مسلم في التمييز بين الأحاديث الصحيحة والضعيفة.
إن كتاب الوجيز في شرح كتاب التمييز للإمام مسلم يُعد مصدرًا ثريًا للمعرفة في علم الحديث، يقدم بصيرة عميقة في منهج الإمام مسلم ويُعين القارئ على تمييز الأحاديث الصحيحة من الضعيفة.
يُعتبر هذا الشرح إضافة قيمة لمكتبة المتخصصين في الحديث ولكل مسلم يسعى لفهم أدق تفاصيل هذا العلم الشريف.
يُسهم الكتاب في إثراء الفكر الإسلامي ويُعزز من الثقافة الدينية لدى القارئ.